# آيات أحكام الصيام
آيات أحكام الصيام هي: آيات من القرآن الكريم، في سورة البقرة تتضمن جملة من الدلالات، والأحكام الشرعية، المتعلقة بالصيام. وأهم ما اشتملت عليه: فرض الصيام على المسلمين، وبيان مقدار وقت الصيام، والرخصة للمريض والمسافر، والفدية، وإطاقة الصوم، ثم اختصاص شهر رمضان، وتعيين صيامه. يلي ذلك: تحديد وقت الصيام من طلوع الفجر الثاني، إلى غروب الشمس.

## آيات أحكام الصيام
| ذكرت آيات أحكام الصيام ضمن سورة البقرة في قول الله تعالى: ﴿يَا أَيُّهَا الَّذِينَ ءامَنُواْ كُتِبَ عَلَيْكُمُ الصِّيَامُ كَمَا كُتِبَ عَلَىٰ الَّذِينَ مِن قَبْلِكُمْ لَعَلَّكُمْ تَتَّقُونَ﴾ 183 ﴿أَيَّامًا مَّعْدُودَ ٰتٍ ۚ فَمَن كَانَ مِنكُم مَّرِيضًا أَوْ عَلَىٰ سَفَرٍ فَعِدَّةٌ مِّنْ أَيَّامٍ أُخَرَ ۚ وَعَلَى الَّذِينَ يُطِيقُونَهُ فِدْيَةٌ طَعَامُ مِسْكِينٍ ۖ فَمَن تَطَوَّعَ خَيْرًا فَهُوَ خَيْرٌ لَّهُ ۚ وَأَن تَصُومُوا خَيْرٌ لَّكُمْ ۖ إِن كُنتُمْ تَعْلَمُونَ﴾ 184 ﴿شَهْرُ رَمَضَانَ الَّذِي أُنزِلَ فِيهِ الْقُرْآنُ هُدًى لِّلنَّاسِ وَبَيِّنََـٰتٍ مِّنَ الْهُدَىٰ وَالْفُرْقَانِ ۚ فَمَن شَهِدَ مِنكُمُ الشَّهْرَ فَلْيَصُمْهُ ۖ وَمَن كَانَ مَرِيضًا أَوْ عَلَىٰ سَفَرٍ فَعِدَّةٌ مِّنْ أَيَّامٍ أُخَرَ ۗ يُرِيدُ اللَّهُ بِكُمُ الْيُسْرَ وَلَا يُرِيدُ بِكُمُ الْعُسْرَ وَلِتُكْمِلُوا الْعِدَّةَ وَلِتُكَبِّرُوا اللَّهَ عَلَىٰ مَا هَدَ ٰكُمْ وَلَعَلَّكُمْ تَشْكُرُونَ﴾ 185 ﴿وَإِذَا سَأَلَكَ عِبَادِي عَنِّي فَإِنِّي قَرِيبٌۖ أُجِيبُ دَعۡوَةَ ٱلدَّاعِ إِذَا دَعَانِۖ فَلۡيَسۡتَجِيبُواْ لِي وَلۡيُؤۡمِنُواْ بِي لَعَلَّهُمۡ يَرۡشُدُونَ﴾ 186 ﴿أُحِلَّ لَكُمْ لَيْلَةَ الصِّيَامِ الرَّفَثُ إِلَى نِسَائِكُمْ هُنَّ لِبَاسٌ لَكُمْ وَأَنْتُمْ لِبَاسٌ لَهُنَّ عَلِمَ اللَّهُ أَنَّكُمْ كُنْتُمْ تَخْتَانُونَ أَنْفُسَكُمْ فَتَابَ عَلَيْكُمْ وَعَفَا عَنْكُمْ فَالۡـَٰٔنَ بَـٰشِرُوهُنَّ وَابْتَغُوا مَا كَتَبَ اللَّهُ لَكُمْ وَكُلُوا وَاشْرَبُوا حَتَّى يَتَبَيَّنَ لَكُمُ الْخَيْطُ الْأَبْيَضُ مِنَ الْخَيْطِ الْأَسْوَدِ مِنَ الْفَجْرِ ثُمَّ أَتِمُّوا الصِّيَامَ إِلَى اللَّيْلِ وَلَا تُبَـٰشِرُوهُنَّ وَأَنْتُمْ عَـٰكِفُونَ فِي الْمَسَاجِدِ تِلْكَ حُدُودُ اللَّهِ فَلَا تَقْرَبُوهَا كَذَلِكَ يُبَيِّنُ اللَّهُ ءَايَاتِهِ لِلنَّاسِ لَعَلَّهُمْ يَتَّقُونَ﴾ 187 |
| —سورة البقرة، آية: (183 و184 و185 و186 و187) |

## فرض الصيام
قال تعالى: يَا أَيُّهَا الَّذِينَ ءآمَنُوا كُتِبَ عَلَيْكُمُ الصِّيَامُ كَمَا كُتِبَ عَلَى الَّذِينَ مِن قَبْلِكُمْ لَعَلَّكُمْ تَتَّقُون.
قال الطبري: يعني تعالى ذكره بقوله: يَا أَيُّهَا الَّذِينَ ءآمَنُوا:يا أيها الذين آمنوا بالله ورسوله وصدقوا بهما وأقرُّوا.قوله تعالى: كُتِبَ عَلَيْكُمُ الصِّيَامُ أي: فُرض عليكم الصيام قال تعالى: كَمَا كُتِبَ عَلَى الَّذِينَ مِن قَبْلِكُمْ أي: كما فُرض على الذين من قبلكم من الأمم السابقة فهو من الشرائع القديمة والذين فرض عليهم الصوم من قبل فرضه على المسلمين هم: الأنبياء وأممهم أو أهل الكتاب كما أن صوم رمضان فرض على النصارى وتشبيه صيامهم بصيام المسلمين هو اتفاقهما في الوقت والمقدار الذي هو لازم للمسلمن اليوم فرضُه عن الشعبي أنه قال: «لو صُمت السنة كلها لأفطرت اليوم الذي يشك فيه فيقال: من شعبان ويقال: من رمضان وذلك أن النصارى فُرض عليهم شهر رَمضان كما فرض علينا فحوَّلوه إلى الفصل وذلك أنهم كانوا ربما صاموه في القيظ يعدون ثلاثين يومًا ثم جاء بعدهم قرن فأخذوا بالثقة من أنفسهم فصاموا قبل الثلاثين يومًا وبعدها يومًا ثم لم يزل الآخر يُستن سنّة القرن الذي قبله حَتى صارت إلى خمسين فذلك قوله: "كتبَ عليكم الصيام كما كتبَ عَلى الذين من قَبلكم"»
وقال آخرون: بل التشبيه إنما هو من أجل أنّ صومهم كان من العشاء الآخرة إلى العشاء الآخرة، وهو الذي فرضهُ الله تعالى على المسلمين في بداية الأمر. وهو موافق للقول: أن شهر رمضان فرض على النصارى، وكتب عليهم أن لا يأكلوا ولا يشربوا بعد النوم، ولا ينكحوا النساءَ شهر رمضان. فاشتد على النصارى صيامُ رمَضان، وجعل يُقَلَّبُ عليهم في الشتاء والصيف. فلما رأوا ذلك اجتمعوا فجعلوا صيامًا في الفصل بين الشتاء والصيف، وقالوا: نـزيد عشرين يومًا نكفّر بها ما صنعنا، فجعلوا صيامهم خمسين.
وقد فرض على المسلمين كذلك، حتى كان من أمر أبي قيس بن صرمة، وعمر بن الخطاب، ما كان، فأحل الله لهم جميع المفطرات، من غروب الشمس، إلى طُلوع الفجر. وفي قول: كتب عليهم الصوم من العتمة إلى العتمة. وقال آخرون: هم أهل الكتاب. وقال بعضهم: بل ذلك كان على الناس كلهم.
وقد روي أن الصيام كان أولا كما كان عليه الأمم قبلنا، من كل شهر ثلاثة أيام عن معاذ، وابن مسعود، وابن عباس، وعطاء، وقتادة، والضحاك بن مزاحم. وزاد: لم يزل هذا مشروعا من زمان نوح إلى أن نسخ الله ذلك بصيام شهر رمضان.
وقال عباد بن منصور، عن الحسن البصري: «نعم، والله! لقد كتب الصيام على كل أمة قد خلت كما كتب علينا شهرا كاملا وأياما معدودات: عددا معلوما». وروي عن السدي، نحوه.
وقال أبو جعفر الرازي، عن الربيع بن أنس، عمن حدثه عن ابن عمر، قال أنزلت: «كتب عليكم الصيام كما كتب على الذين من قبلكم»: كتب عليهم إذا صلى أحدهم العتمة ونام حرم الله عليه الطعام والشراب والنساء إلى مثلها.
وقال عطاء الخراساني عن ابن عباس: «كما كتب على الذين من قبلكم» يعني بذلك: أهل الكتاب. وروي عن الشعبي والسدي وعطاء الخراساني، مثله.
قال أبو جعفر: «وأولى هذه الأقوال بالصواب قول من قال: معنى الآية:
يا أيها الذين آمنوا فُرض عليكم الصيام كما فرض على الذين من قبلكم من أهل الكتاب، "أيامًا معدودات"، وهي شهر رمضان كله؛ لأن مَن بعدَ إبراهيم كان مأمورًا باتباع إبراهيم، وذلك أن الله جل ثناؤه كان جَعله للناس إمامًا، وقد أخبرنا الله عز وجل أن دينه كان الحنيفيةَ المسلمةَ، فأمر نبينا بمثل الذي أمر به مَنْ قبله من الأنبياء.
وأما التشبيه، فإنما وقع على الوقت. وذلك أن مَنْ كان قبلنا إنما كان فرِض عليهم شهر رمضان، مثل الذي فُرض علينا سواء».
قوله تعالى: لَعَلَّكُمْ تَتَّقُون أي: لتتقوا ما يُفطركم في وقت صومكم.
عن أسباط، عن السدي: أما قوله: «لعلكم تتقون»، يقول: فتتقون من الطعامِ والشرابِ والنساءِ مثل ما اتقوا، يعني: مثل الذي اتقى النصارى قبلكم.
﴿أَيَّامًا مَّعْدُودَاتٍ ۚ﴾ هي أيام شهر رمضان، يدل عليه قول الله تعالى: ﴿شَهْرُ رَمَضَانَ الَّذِي أُنزِلَ فِيهِ الْقُرْآنُ هُدًى لِّلنَّاسِ وَبَيِّنَاتٍ مِّنَ الْهُدَىٰ وَالْفُرْقَانِ ۚ فَمَن شَهِدَ مِنكُمُ الشَّهْرَ فَلْيَصُمْهُ ۖ ...﴾.

### بداية فرض الصيام
كان فرض الصيام أول ما فرض على المسلمين، بقول الله تعالى: يَا أَيُّهَا الَّذِينَ ءآمَنُوا كُتِبَ عَلَيْكُمُ الصِّيَامُ. وكان في ابتداء فرضه: مقدرا في أيام معدودات، هي: «شهر رمضان»، ثم بين الله ذلك بقوله تعالى: فَمَن شَهِدَ مِنكُمُ الشَّهْرَ فَلْيَصُمْهُ ۖ   وذكر البخاري في صحيحه: ثلاثة أحاديث: حديث طلحة الدال على أنه لا فرض إلا رمضان، وحديث ابن عمر وعائشة المتضمن الأمر بصيام عاشوراء. وذكر ابن حجر: أن مذهب الجمهور، -وهو المشهور عند الشافعية-: أنه لم يجب قط صوم قبل صوم رمضان،
محمول على الندب بدليل حصر الفرض في رمضان، وهو ظاهر الآية؛ لأنه تعالى قال: «كتب عليكم الصيام» ثم بينه فقال: «شهر رمضان». وفي وجه، وهو قول الحنفية: أول ما فرض صيام عاشوراء، فلما نزل رمضان نسخ.
ومن أدلة الشافعية حديث معاوية مرفوعا: «لم يكتب الله عليكم صيامه». 
ومن أدلة الحنفية ظاهر حديثي ابن عمر وعائشة المذكورين بلفظ الأمر، وحديث الربيع بنت معوذ وهو أيضا عند مسلم: «من أصبح صائما فليتم صومه». قالت: فلم نزل نصومه ونصوم صبياننا وهم صغار. الحديث. وحديث مسلمة مرفوعا: من أكل فليصم بقية يومه، ومن لم يكن أكل فليصم الحديث.

#### قبل فرض الصوم
فرض الصيام في السنة الثانية من الهجرة اتفاقا، وقد شرع صيام يوم عاشوراء، في المدينة، قبل فرض رمضان،
وقد أخرج البخاري ومسلم من حديث الزهري، عن عروة، عن عائشة أنها قالت: «كان عاشوراء يصام، فلما نزل فرض رمضان كان من شاء صام ومن شاء أفطر». وروى البخاري عن ابن عمر وابن مسعود مثله.
روى أحمد عن معاذ:
«إن رسول الله ﷺ قدم المدينة، فجعل يصوم من كل شهر ثلاثة أيام، وصام عاشوراء، ثم إن الله فرض عليه الصيام، وأنزل الله تعالى: "يا أيها الذين آمنوا كتب عليكم الصيام كما كتب على الذين من قبلكم"».

## في بداية فرض الصيام
قال الله تعالى: أَيَّامًا مَّعْدُودَاتٍ ۚ فَمَن كَانَ مِنكُم مَّرِيضًا أَوْ عَلَىٰ سَفَرٍ فَعِدَّةٌ مِّنْ أَيَّامٍ أُخَرَ ۚ وَعَلَى الَّذِينَ يُطِيقُونَهُ فِدْيَةٌ طَعَامُ مِسْكِينٍ ۖ فَمَن تَطَوَّعَ خَيْرًا فَهُوَ خَيْرٌ لَّهُ ۚ وَأَن تَصُومُوا خَيْرٌ لَّكُمْ ۖ إِن كُنتُمْ تَعْلَمُونَ.

## قدر الصوم المفروض
قال الله تعالى: أَيَّامًا مَّعْدُودَاتٍ ۚ:
بين الله تعالى مقدار الصوم، وأنه ليس في كل يوم؛ لئلا يشق على النفوس، فتضعف عن حمله وأدائه، بل فرضه في أيام معدودات، أي: قلائل، فقال تعالى: أَيَّامًا مَّعْدُودَاتٍ ۚ أي: أن تصوموا أياما معدودات. هي: أيام شهر رمضان، قال الطبري: هي شهر رمضان. وقال: «وأما المعدودات: فهي التي تعد مبالغها وساعات أوقاتها، وعنى بقوله معدودات: محصيات».

### الصوم قبل فرض صيام رمضان
ولم يفرض على المسلمين صيام قبل فرض صيام رمضان، وقد ورد في الحديث، بروايات متعددة، ما يدل على ثبوت صوم يوم عاشوراء، وثلاثة أيام من كل شهر، وأنه كان قبل فرض صوم رمضان، وفي الحديث: عن معاذ بن جبل: «أن رسول الله ﷺ، قدم المدينة فصام يوم عاشوراء وثلاثة أيام من كل شهر، ثم أنزل الله جل وعز فرض شهر رمضان، فأنزل الله: "يا أيها الذين آمنوا كتب عليكم الصيام كما كتب على الذين من قبلكم" حتى بلغ: "وعلى الذين يطيقونه فدية طعام مسكين"»
وصيام الأيام الثلاثة التي كانت تصام قبل أن يفرض رمضان كان تطوعا. والأيام المعدودات: أيام شهر رمضان، لا الأيام التي كانت تصام قبل وجوب فرض صوم شهر رمضان.
عن عمرو بن مرة، عن ابن أبي ليلى: «أن رسول الله لما قدم عليهم أمرهم بصيام ثلاثة أيام من كل شهر تطوعا لا فريضة قال: ثم نزل صيام رمضان».
وفي قول: صوم ثلاثة أيام من كل شهر. وكان ذلك الذي فرض على الناس من الصيام قبل أن يفرض عليهم شهر رمضان.
عن عطاء قال: كان عليهم الصيام ثلاثة أيام من كل شهر ولم يسم الشهر أياما معدودات. قال: وكان هذا صيام الناس قبل ثم فرض الله عز وجل على الناس شهر رمضان.
عن ابن عباس: ... وكان ثلاثة أيام من كل شهر ثم نسخ ذلك بالذي أنزل من صيام رمضان، فهذا الصوم الأول من العتمة.
عن قتادة قال: قد كتب الله تعالى ذكره على الناس قبل أن ينزل رمضان صوم ثلاثة أيام من كل شهر.
قال الطبري: «وأولى ذلك بالصواب عندي قول من قال: عنى الله جل ثناؤه بقوله: "أَيَّامًا مَّعْدُودَاتٍ": أيام شهر رمضان، وذلك أنه لم يأت خبر تقوم به حجة بأن صوما فرض على أهل الإسلام غير صوم شهر رمضان، ثم نسخ بصوم شهر رمضان، وأن الله تعالى قد بين في سياق الآية أن الصيام الذي أوجبه جل ثناؤه علينا هو صيام شهر رمضان دون غيره من الأوقات بإبانته عن الأيام التي أخبر أنه كتب علينا صومها بقوله: "شهر رمضان الذي أنزل فيه القرآن"».
وقال أيضاً: «فمن ادعى أن صوما كان قد لزم المسلمين فرضه غير صوم شهر رمضان الذين هم مجمعون على وجوب فرض صومه ثم نسخ ذلك؛ سئل البرهان على ذلك من خبر تقوم به حجة، إذ كان لا يعلم ذلك إلا بخبر يقطع العذر».

### رخصة المرض والسفر
الرخصة بالمعنى الشرعي عند علماء أصول الفقه: مقابل العزيمة. ففرض الصوم عزيمة، ورفع الحرج عن المكلف بالصوم، بالتخفيف حال المرض أو السفر: رخصة من الله؛ لقوله تعالى: فَمَن كَانَ مِنكُم مَّرِيضًا أَوْ عَلَىٰ سَفَرٍ فَعِدَّةٌ مِّنْ أَيَّامٍ أُخَرَ ۚ.
والمعنى: أن من كان منكم مكلفا بالصوم، وأفطر بسبب المرض، أو بسبب السفر، فلا حرج عليه، حيث رخص الله للمريض بالإفطار حال المرض الذي يباح معه الفطر، والمسافر حال السفر الذي يباح معه الفطر. وعلى من أفطر مترخصا بذلك؛ فعليه قضاء عدد الأيام التي أفطرها، في مرضه، أو في سفره، في أيام أخرى، أي: في وقت لاحق.
وقد ذكر حكم صوم المريض والمسافر، في آيتين من آيات الصيام، أحدهما: في الآية رقم: (184)، وثانيهما في الآية رقم: (185). 
وفي الآية الآولى: بيان لحكم الصوم، فيما كان عليه الحال عند بداية فرضه، بالرخصة للمريض أو المسافر.
في قوله تعالى: فَمَن كَانَ مِنكُم مَّرِيضًا أَوْ عَلَىٰ سَفَرٍ فَعِدَّةٌ مِّنْ أَيَّامٍ أُخَرَ ۚ ومعناها التخفيف في الصيام، بالرخصة للمريض الذي يشق عليه المرض، والمسافر بعد حدوث السفر المبيح للفطر. فالمريض والمسافر لا يصومان في حال المرض وحال السفر؛ لما في ذلك من المشقة عليهما، بل يفطران ويقضيان بعدة ذلك من أيام أخر.

## مراحل تشريع الصوم
بدء فرض الصوم في فترة التشريع ونزول الوحي، وقبل استقرار الأحكام، وكان الناس يعتادون الخروج لأعمالهم في النهار، وقد يشق عليهم الصوم، إذ لم يكونوا في الغالب يألفونه، فمن رحمة الله بالناس: أنه لم يحملهم كل التكاليف جملة واحدة، في بداية الأمر، بل جعل التشريع بالتدرج في أكثر الأحكام، والنسخ في بعضها. والحكمة في ذلك: رعاية أحوال الناس، وتعويدهم على التكاليف شيأ فشيأ، واستظهار حال الصادقين في طاعة الله تعالى، وفق ما أراد، فهو مالك كل شيء، ورب كل شيء، وله أن يثبت حكما ثم ينسخه، قال تعالى: ﴿ألم تعلم أن الله على كل شيء قدير﴾. وكل هذا في فترة نزول الوحي، في العصر النبوي، حتى استقرت الأحكام وأكتملت، في آخر فترة التشريع.

## بداية فرض الصيام
نقل علماء التفسير عن أكثر الصحابة والتابعين: أن فرض الصيام في بداية الأمر به كان على التخيير، 
بقوله تعالى:
«وعلى الذين يطيقونه فدية طعام مسكين» فكان من شاء صام، ومن شاء أطعم مسكينا، فأجزأ ذلك عنه. ثم إن الله عز وجل أنزل الآية الأخرى: «شهر رمضان الذي أنزل فيه القرآن» إلى قوله: «فمن شهد منكم الشهر فليصمه» فأثبت الله صيامه على المقيم الصحيح ورخص فيه للمريض والمسافر، وثبت الإطعام للكبير الذي لا يستطيع الصيام.
فقوله تعالى: وَعَلَى الَّذِينَ يُطِيقُونَهُ فِدْيَةٌ طَعَامُ مِسْكِينٍ ۖ. بمعنى: ما كان عليه الحال في بداية فرض الصيام، فكان على التخيير: بين أن الصوم، أو الفدية وهي إطعام مسكين، عن كل يوم. ثم نسخ هذا الحكم، بنص القرآن الصريح في الإلزم بالصوم. ولفظ: «يطيقونه»: لمعان أي: يقدرون عليه، أو يكلفونه ويشق عليهم، أو لا يطيقونه. وخلاصة هذا: أن التخيير كان في بداية الأمر بالصوم، وقوله تعالى: «فليصمه» دل على الفرض نصا، من غير تخيير.
قال تعالى: وَعَلَى الَّذِينَ يُطِيقُونَهُ فِدْيَةٌ طَعَامُ مِسْكِينٍ ۖ كان ذلك في أول ما فرض الصوم، وكان من أطاقه من المقيمين صامه إن شاء، وإن شاء أفطره وافتدى فأطعم لكل يوم أفطره مسكينا حتى نسخ ذلك.
عن معاذ بن جبل قال: "إن رسول الله ﷺ قدم المدينة، فصام يوم عاشوراء وثلاثة أيام. من كل شهر، ثم إن الله جل وعز فرض شهر رمضان فأنزل الله تعالى ذكره: "يا أيها الذين آمنوا كتب عليكم الصيام" حتى بلغ: «وعلى الذين يطيقونه فدية طعام مسكين». فكان من شاء صام ومن شاء أفطر وأطعم مسكينا.
ثم أوجب الله عز وجل: الصيام على الصحيح المقيم وثبت الإطعام للكبير الذي لا يستطيع الصوم، فأنزل الله عز وجل: «فمن شهد منكم الشهر فليصمه ومن كان مريضا أو على سفر»... الآية.
وكان ذلك في أول ما فرض الصوم، وكان من أطاقه من المقيمين صامه إن شاء، وإن شاء أفطره وافتدى فأطعم لكل يوم أفطره مسكينا حتى نسخ ذلك.
عن عمرو بن مرة، قال: حدثنا أصحابنا وأن رسول الله لما قدم عليهم أمرهم بصيام ثلاثة أيام من كل شهر تطوعا غير فريضة، قال: ثم نزل صيام رمضان، قال: وكانوا قوما لم يتعودوا الصيام، قال: وكان يشتد عليهم الصوم، قال: فكان من لم يصم أطعم مسكينا، ثم نزلت هذه الآية: «فمن شهد منكم الشهر فليصمه ومن كان مريضا أو على سفر فعدة من أيام أخر» فكانت الرخصة للمريض والمسافر، وأمرنا بالصيام.
عن علقمة قال: كان من شاء صام، ومن شاء أفطر وأطعم نصف صاع مسكينا، فنسخها: "شهر رمضان إلى قوله: «فمن شهد منكم الشهر فليصمه»
عن نافع عن ابن عمر قال: نسخت هذه الآية - يعني: «وعلى الذين يطيقونه فدية طعام مسكين» التي بعدها: «فمن شهد منكم الشهر فليصمه ومن كان مريضا أو على سفر فعدة من أيام أخر».
عن ابن أبي ليلى، قال: دخلت على عطاء وهو يأكل في شهر رمضان فقال: إني شيخ كبير إن الصوم نزل، فكان من شاء صام ومن شاء أفطر وأطعم مسكينا، حتى نزلت هذه الآية: «فمن شهد منكم الشهر فليصمه ومن كان مريضا أو على سفر فعدة من أيام أخر» فوجب الصوم على كل أحد إلا مريض أو مسافر أو شيخ كبير مثلي يفتدي
قال ابن شهاب: كتب الله الصيام علينا، فكان من شاء افتدى ممن يطيق الصيام من صحيح أو مريض أو مسافر، ولم يكن عليه غير ذلك. فلما أوجب الله على من شهد الشهر الصيام، فمن كان صحيحا يطيقه وضع عنه الفدية وكان من كان على سفر أو كان مريضا فعدة من أيام أخر. قال: وبقيت الفدية التي كانت تقبل قبل ذلك للكبير الذي لا يطيق الصيام، والذي يعرض له العطش أو العلة التي لا يستطيع معها الصيام.
قال تعالى: فَمَن تَطَوَّعَ خَيْرًا فَهُوَ خَيْرٌ لَّهُ َۚ التطوع بمعنى: الزيادة على الفرض، أي: بعمل الخير الزائد على الفرض. ومما ذكر علماء التفسير: عن ابن عباس: «فمن تطوع خيرا»: فزاد طعام مسكين آخر فهو خير له. وعن ابن طاوس عن أبيه: «فمن تطوع خيرا فهو خير له» قال: إطعام مساكين عن كل يوم فهو خير له. وعن أسباط عن السدي: «فمن تطوع خيرا فهو خير له»، فإن أطعم مسكينين فهو خير له. وقال آخرون : معنى ذلك : فمن تطوع خيرا فصام مع الفدية.
وعن ابن شهاب: يريد أن من صام مع الفدية فهو خير له. وقال آخرون: معنى ذلك: فمن تطوع خيرا فزاد المسكين على قدر طعامه. وقال مجاهد: «فمن تطوع خيرا» فزاد طعاما فهو خير له.
قال الطبري: «والصواب من القول في ذلك عندنا أن الله تعالى ذكره عمم بقوله: "فمن تطوع خيرا" فلم يخصص بعض معاني الخير دون بعض، فإن جمع الصوم مع الفدية من تطوع الخير وزيادة مسكين على جزاء الفدية من تطوع الخير. وجائز أن يكون تعالى ذكره عنى بقوله: "فمن تطوع خيرا" أي هذه المعاني تطوع به المفتدي من صومه  "فهو خير له"؛ لأن كل ذلك من تطوع الخير ونوافل الفضل».
قال تعالى: وَأَن تَصُومُوا خَيْرٌ لَّكُمْ ۖ إِن كُنتُمْ تَعْلَمُونَ
أي:«وأن تصوموا»: ما كتب عليكم من شهر رمضان فهو خير لكم من أن تفطروه وتفتدوا. وعن أسباط عن السدي أي: ومن تكلف الصيام فصامه فهو خير له. وعن ابن شهاب أي: أن الصيام خير لكم من الفدية.
وقوله: تعالى: وَأَن تَصُومُوا خَيْرٌ لَّكُمْ ۖ إِن كُنتُمْ تَعْلَمُونَ أي: إن كنتم تعلمون خير الأمرين لكم أيها الذين آمنوا من الإفطار والفدية أو الصوم على ما أمركم الله به.

### التخفيف في بداية فرض الصوم
وأما الصحيح المقيم الذي يطيق الصيام، فقد كان مخيرا بين الصيام وبين الإطعام، إن شاء صام، وإن شاء أفطر، وأطعم عن كل يوم مسكينا، فإن أطعم أكثر من مسكين عن كل يوم، فهو خير، وإن صام فهو أفضل من الإطعام، قاله ابن مسعود، وابن عباس، ومجاهد، وطاوس، ومقاتل بن حيان، وغيرهم من السلف؛ ولهذا قال تعالى: «وعلى الذين يطيقونه فدية طعام مسكين فمن تطوع خيرا فهو خير له وأن تصوموا خير لكم إن كنتم تعلمون».

## فرض صيام شهر رمضان
قال تعالى: شَهْرُ رَمَضَانَ الَّذِي أُنزِلَ فِيهِ الْقُرْآنُ هُدًى لِّلنَّاسِ وَبَيِّنَاتٍ مِّنَ الْهُدَىٰ وَالْفُرْقَانِ ۚ فَمَن شَهِدَ مِنكُمُ الشَّهْرَ فَلْيَصُمْهُ ۖ وَمَن كَانَ مَرِيضًا أَوْ عَلَىٰ سَفَرٍ فَعِدَّةٌ مِّنْ أَيَّامٍ أُخَرَ ۗ يُرِيدُ اللَّهُ بِكُمُ الْيُسْرَ وَلَا يُرِيدُ بِكُمُ الْعُسْرَ وَلِتُكْمِلُوا الْعِدَّةَ وَلِتُكَبِّرُوا اللَّهَ عَلَىٰ مَا هَدَاكُمْ وَلَعَلَّكُمْ تَشْكُرُونَ (185)

## شهر رمضان
قال تعالى: شَهْرُ رَمَضَانَ الَّذِي أُنزِلَ فِيهِ الْقُرْآنُ هُدًى لِّلنَّاسِ وَبَيِّنَاتٍ مِّنَ الْهُدَىٰ وَالْفُرْقَانِ ۚ
قال تعالى: شَهْرُ رَمَضَانَ الَّذِي أُنزِلَ فِيهِ الْقُرْآنُ أي: نزل إلى السماء الدنيا، في شهر رمضان، وتحديدا في ليلة القدر منه، وهي التي سماها الله تعالى: ليلة مباركة، ثم نزل بعد ذلك في فترات نزول الوحي في ثلاث وعشرين سنة، خلال الأيام والشهور.
وقد سئل ابن عباس، عن ذلك فقال: «أنزل القرآن جملة واحدة من اللوح المحفوظ في ليلة القدر من شهر رمضان، إلى بيت العزة في السماء الدنيا، ثم نزل به جبريل على رسول الله نجوما في ثلاث وعشرين سنة فذلك قوله تعالى "فلا أقسم بمواقع النجوم (سورة الواقعة آية: 75)».
قال تعالى: هُدًى لِّلنَّاسِ: أي: هاديا من الضلال.
قال تعالى: وَبَيِّنَاتٍ مِّنَ الْهُدَىٰ وَالْفُرْقَانِ ۚ: أي: دلالات واضحات من الحلال والحرام، والحدود والأحكام «والفرقان» أي الفارق بين الحق والباطل.

### رؤية الهلال
قال تعالى: فَمَن شَهِدَ مِنكُمُ الشَّهْرَ فَلْيَصُمْهُ ۖ: أي فمن كان مقيما في الحضر فأدركه الشهر؛ فعليه صيام الشهر. ومعنى شهود الشهر: رؤية الهلال في ليلة الثلاثين من شعبان.

## المريض والمسافر
قال تعالى: وَمَن كَانَ مَرِيضًا أَوْ عَلَىٰ سَفَرٍ فَعِدَّةٌ مِّنْ أَيَّامٍ أُخَرَ ۗ يُرِيدُ اللَّهُ بِكُمُ الْيُسْرَ وَلَا يُرِيدُ بِكُمُ الْعُسْرَ وَلِتُكْمِلُوا الْعِدَّةَ وَلِتُكَبِّرُوا اللَّهَ عَلَىٰ مَا هَدَاكُمْ وَلَعَلَّكُمْ تَشْكُرُونَ. (185)
قال تعالى: وَمَن كَانَ مَرِيضًا أَوْ عَلَىٰ سَفَرٍ فَعِدَّةٌ مِّنْ أَيَّامٍ أُخَرَ ۗ تأكيد لبقاء حكم الرخصة للمسافر والمريص. قال البغوي: أباح الفطر لعذر المرض والسفر وأعاد هذا الكلام ليعلم أن هذا الحكم ثابت في الناسخ ثبوته في المنسوخ.
قال تعالى: يُرِيدُ اللَّهُ بِكُمُ الْيُسْرَ وَلَا يُرِيدُ بِكُمُ الْعُسْرَ، أي: أن الله تعالى لم يجعل على عباده مشقة فيما كلفهم به، فالمريض والمسافر: يفطران ويقضيان في أيام أخرى، ومن لا يطيق الصوم لكبر سن، أو لمرض مزمن: يفطر وعليه كفارة: إطعام مسكين عن كل يوم. وفي الحديث: «إن الله يحب أن تؤتى رخصه، كما يحب أن تؤتى عزائمه».
قال تعالى: وَلِتُكْمِلُوا الْعِدَّةَ وَلِتُكَبِّرُوا اللَّهَ عَلَىٰ مَا هَدَاكُمْ وَلَعَلَّكُمْ تَشْكُرُونَ. (185)

### إكمال العدة
قال تعالى: وَلِتُكْمِلُوا الْعِدَّةَ أي: لتتموا عدة صيام عدد الأيام المفروض عليكم صومها، فيشمل الأداء والقضاء، فأما الأداء؛ فهو صيام أيام شهر رمضان، إما تسعة وعشرين يوماً عند رؤية هلال شوال، أو إكمال عدة شهر رمضان ثلاثين يوماً، عند عدم رؤية الهلال. أو بمعنى: لتكملوا العدة بقضاء ما فاتكم من شهر رمضان، بسبب المرض أو السفر. أي: لتكملوا عدة أيام الشهر بقضاء ما أفطرتم في مرضكم وسفركم وقال عطاء: «ولتكملوا العدة» أي عدد أيام الشهر.
قال أبو جعفر: «يعني تعالى ذكره بقوله: "ولتكملوا العدة": عدة ما أفطرتم، من أيام أخر، أوجبت عليكم قضاء عدة من أيام أخر بعد برئكم من مرضكم، أو إقامتكم من سفركم».

### التكبير
قال تعالى: وَلِتُكَبِّرُوا اللَّهَ عَلَىٰ مَا هَدَاكُمْ، أي: ولتعظموا الله «على ما هداكم» أرشدكم إلى ما رضي به من صوم شهر رمضان وخصكم به دون سائر أهل الملل.
قال ابن عباس: هو تكبيرات ليلة الفطر. وروي عن الشافعي وعن ابن المسيب وعروة وأبي سلمة أنهم كانوا يكبرون ليلة الفطر يجهرون بالتكبير وشبه ليلة النحر بها إلا من كان حاجا فذكره التلبية.
قال تعالى: وَلَعَلَّكُمْ تَشْكُرُونَ (185)، أي: «ولعلكم تشكرون» الله على نعمه، التي أنعم بها عليكم، بهدايته وتوفيقه لكم لفعل الخيرات.

## وقت الصوم
قال الله تعالى:
أُحِلَّ لَكُمْ لَيْلَةَ الصِّيَامِ الرَّفَثُ إِلَى نِسَائِكُمْ هُنَّ لِبَاسٌ لَكُمْ وَأَنْتُمْ لِبَاسٌ لَهُنَّ عَلِمَ اللَّهُ أَنَّكُمْ كُنْتُمْ تَخْتَانُونَ أَنْفُسَكُمْ فَتَابَ عَلَيْكُمْ وَعَفَا عَنْكُمْ فَالْـءَـٰنَ بَـٰشِرُوهُنَّ وَابْتَغُوا مَا كَتَبَ اللَّهُ لَكُمْ وَكُلُوا وَاشْرَبُوا حَتَّى يَتَبَيَّنَ لَكُمُ الْخَيْطُ الْأَبْيَضُ مِنَ الْخَيْطِ الْأَسْوَدِ مِنَ الْفَجْرِ ثُمَّ أَتِمُّوا  الصِّيَامَ إِلَى اللَّيْلِ وَلَا تُبَـٰشِرُوهُنَّ وَأَنْتُمْ عَـٰكِفُونَ فِي الْمَسَاجِدِ تِلْكَ حُدُودُ اللَّهِ فَلَا تَقْرَبُوهَا كَذَلِكَ يُبَيِّنُ اللَّهُ ءَايَاتِهِ لِلنَّاسِ لَعَلَّهُمْ يَتَّقُونَ
عن معاذ بن جبل، قال: «كانوا يأكلون ويشربون ويأتون النساء ما لم يناموا، فإذا ناموا تركوا الطعام والشراب وإتيان النساء، فكان رجل من الأنصار يدعى أبا صرمة يعمل في أرض له، قال: فلما كان عند فطره نام، فأصبح صائما قد جهد، فلما رآه النبي قال: "ما لي أرى بك جهدا؟" فأخبره بما كان من أمره. واختان رجل نفسه في شأن النساء، فأنزل الله: "أحل لكم ليلة الصيام الرفث إلى نسائكم"... إلى آخر الآية».
عن عبد الرحمن بن أبي ليلى قال: كانوا إذا صاموا ونام أحدهم لم يأكل شيئا حتى يكون من الغد، فجاء رجل من الأنصار، وقد عمل في أرض له وقد أعيا وكل، فغلبته عينه ونام، وأصبح من الغد مجهودا، فنزلت هذه الآي: «وكلوا واشربوا حتى يتبين لكم الخيط الأبيض من الخيط الأسود من الفجر».
عن البراء قال: كان أصحاب محمد إذا كان الرجل صائما فنام قبل أن يفطر لم يأكل إلى مثلها، وإن قيس بن صرمة الأنصاري كان صائما، وكان توجه ذلك اليوم فعمل في أرضه، فلما حضر الإفطار أتى امرأته فقال: هل عندكم طعام؟ قالت: لا، ولكن أنطلق فأطلب لك. فغلبته عينه فنام، وجاءت امرأته قالت: قد نمت! فلم ينتصف النهار حتى غشي عليه، فذكرت ذلك للنبي صلى الله عليه وسلم، فنزلت فيه هذه الآية: «أحل لكم ليلة الصيام الرفث إلى نسائكم» إلى: «من الخيط الأسود» ففرحوا بها فرحا شديدا.
قال ابن عباس: «وأمر الله رسوله أن يضعها في المائة الوسطى من سورة البقرة».